# Chiesa di Santa Maria Immacolata (Sori)
La chiesa di Santa Maria Immacolata è un luogo di culto cattolico situato nella frazione di Sussisa, nel comune di Sori, nella città metropolitana di Genova. La chiesa è sede della parrocchia omonima del vicariato di Bogliasco-Pieve-Sori dell'arcidiocesi di Genova.

## Storia e descrizione
Nel 1555 venne costruita tra Cretti e Cornua una chiesetta in onore di san Ferrando per chiedere protezione sulla natura. Un quadro di questo santo si trovava anche nella nuova Chiesa Parrocchiale e il giorno di San Ferrando veniva celebrato solennemente. La chiesetta era all'interno tutta in legno: altare, balaustre e panche per i fedeli ma non aveva il campanile. A causa del terreno argilloso franò ed allora gli abitanti di Sussisa pensarono (con molto lentezza) di costruirne un'altra. Per non fare torto a nessuno si decise di costruirla al centro del paese. L'ubicazione dell'attuale Chiesa si trova infatti al centro, in un punto equidistante dai tre estremi del paese Roverato, Cretti e Fulle anche se probabilmente il più umido. La sua edificazione è risalente al 1754 quando fu eretta una cappella intitolata alla Santissima Concezione con tre altari all'interno. Questi ultimi sono dedicati ai santi Giacomo il Maggiore e Filippo e ai santi Matteo e Ferrando.
La chiesa fu eretta in parrocchia autonoma tramite l'apposito decreto del cardinale e arcivescovo di Genova Tommaso Pio Boggiani del 12 ottobre 1920 e restaurata nel 1928 nelle forme attuali. Attualmente è sede della confraternita anch'essa dedicata a santa Maria Immacolata.